# Лисин, Василий Владимирович
Василий Владимирович Лисин (09.02.1921 — 04.10.1984) — пулемётчик 10-го отдельного гвардейского мотоциклетного Минского батальона (3-й гвардейский танковый Котельниковский Краснознамённый ордена Суворова корпус, 5-я гвардейская танковая армия, 3-й Белорусский фронт), гвардии красноармеец, участник Великой Отечественной войны, кавалер ордена Славы трёх степеней.

## Биография
Родился 9 февраля 1921 года в Одессе. Русский.
Из рабочих. Окончил среднюю школу.
В Красную армию был призван в 1940 году Ильичевским районным военкоматом города Одессы.
Участник Великой Отечественной войны с июня 1941 года. К лету 1943 года был уже трижды ранен (21 сентября и 14 декабря 1942 года, 8 апреля 1943 года, причём последнее ранение - тяжёлое). За стойкость при отражении немецкой контратаки 22 октября 1943 года в районе села Червоный Хутор награждён своей первой наградой - медалью «За боевые заслуги». 
С апреля 1944 года и до конца войны воевал в составе 10-го отдельного гвардейского мотоциклетного батальона в 5-й гвардейской армии.
Автоматчик 10-го отдельного гвардейского мотоциклетного батальона (3-й гвардейский танковый корпус, 5-я гвардейская танковая армия, 3-й Белорусский фронт) гвардии красноармеец Лисин Василий Владимирович проявил доблесть в Витебско-Оршанской фронтовой операции - составной части Белорусской стратегической наступательной операции. На рассвете 1 июля 1944 года в составе разведывательной группы скрытно форсировал реку Березина в районе города Борисов Минской области, незамеченным пробрался к немецким позициям вдоль западного берега реки и внезапно атаковал их с тыла. Разведчики сначала забросали гранатами пулемётные точки, а затем ворвались во вражескую траншею и уничтожали запаниковавших гитлеровцев. В этот момент реку стали форсировать основные части танкового корпуса. В этом бою В. В. Лисин лично уничтожил до 40 и взял в плен 10 немецких солдат.
За образцовое выполнение боевых заданий Командования на фронте борьбы с немецкими захватчиками и проявленные при этом доблесть и мужество приказом частям 3-го гвардейского танкового корпуса № 025/н от 25 июля 1944 года гвардии красноармеец Лисин Василий Владимирович награждён орденом Славы 3-й степени.
Пулемётчик гвардии красноармеец Лисин Василий Владимирович вновь проявил отвагу в частной наступательной операции против блокированной Курляндской группировки противника. 23 ноября 1944 года в составе передового разведывательного дозора он первым ворвался в расположение противника у хутора Пурвакрогс Туккумского уезда Латвийской ССР (18 километров севернее города Вайнеде, Латвия), где огнём из автомата и гранатами уничтожил до 15 гитлеровцев и 2 взял в плен. Пленные дали ценные сведения о немецкой обороне на этом участке.
За образцовое выполнение боевых заданий Командования на фронте борьбы с немецкими захватчиками и проявленные при этом доблесть и мужество приказом войскам 5-й гвардейской танковой армии № 06/н от 10 февраля 1945 года гвардии красноармеец Лисин Василий Владимирович награждён орденом Славы 2-й степени.
Автоматчик 10-го отдельного гвардейского мотоциклетного батальона (подчинённость та же, 2-й Белорусский фронт) гвардии красноармеец Лисин Василий Владимирович вновь проявил мужество и героизм в боях Восточно-Прусской наступательной операции, умело действуя в составе разведгруппы в немецком тылу. В бою 25 февраля 1945 года он автоматным огнём уничтожил 2 огневые точки врага. 26 февраля при взятии города Бублиц (ныне город Боболице, Польша) огнём из пулемёта подавил уничтожил более 10 гитлеровцев. В бою 3 марта у населённого пункта Лейков пулемётным огнём полностью уничтожил расчёт немецкого противотанкового орудия. Был представлен к награждению орденом Красной Звезды, но командир корпуса заменил награду на орден Славы 2-й степени.
За образцовое выполнение боевых заданий Командования на фронте борьбы с немецкими захватчиками и проявленные при этом доблесть и мужество приказом войскам 2-го Белорусского фронта № 395 от 23 апреля 1945 года гвардии красноармеец Лисин Василий Владимирович награждён орденом Славы 2-й степени. Указом Президиума Верховного Совета СССР от 12 марта 1980 года был перенаграждён орденом Славы 1-й степени, став тем самым полным кавалером ордена Славы.
В 1946 году В. В. Лисин был демобилизован. Жил в городе-герое Одессе. Работал токарем на заводе «Кинал».
Скончался 4 октября 1984 года. Похоронен в Одессе.

## Награды
- Орден Славы 2-й (28.04.1945). перенаграждён 1-й (12.03.1980)[3], 2-й (10.02.1945)[4] и 3-й (22.01.1944)[4] степеней
- медали, в том числе:
  - «За боевые заслуги» (25.10.1943)[5]
  - «За оборону Сталинграда» (вручена в ноябре 1943)
  - «В ознаменование 100-летия со дня рождения Владимира Ильича Ленина» (6 апреля 1970)
  - «За победу над Германией» (9 мая 1945[6])
  - «20 лет Победы в Великой Отечественной войне 1941—1945 гг.» (7 мая 1965[7])
  - «30 лет Победы в Великой Отечественной войне 1941—1945 гг.»[8]
  - «30 лет Советской Армии и Флота»[9]
  - «40 лет Вооружённых Сил СССР»[10]
  - «50 лет Вооружённых Сил СССР» (26 декабря 1967[11])
- Знак «25 лет победы в Великой Отечественной войне» (1970)

## Память
- На могиле установлен надгробный памятник
- Его имя увековечено в Главном Храме Вооружённых сил России, и навсегда запечатлено на мемориале «Дорога памяти»